# Hypoxis gregoriana
Hypoxis gregoriana là một loài thực vật có hoa trong họ Hypoxidaceae. Loài này được Rendle mô tả khoa học đầu tiên năm 1895.